# Regina Spektor
Regina Spektor (russisch Регина Ильинична Спектор; deutsch Regina Iljinitschna Spektor; * 18. Februar 1980 in Moskau) ist eine aus Russland stammende US-amerikanische Sängerin, Pianistin und Songwriterin, die zur Alternative- und Pop-Szene gezählt wird.

## Leben und Karriere
Als Regina Spektor neun Jahre alt war, wanderten ihre jüdischen Eltern, eine Musiklehrerin und ein Fotograf, mit ihr aufgrund des Antisemitismus in der Sowjetunion über Österreich und Italien in die USA aus. Sie wuchs in der New Yorker Bronx auf, und nach einer Ausbildung in klassischer Musik nahm sie 2001 ihr erstes, selbst produziertes Album 11:11 mit eigenen Liedern auf. Ihr drittes Album Soviet Kitsch produzierte sie zunächst selbst und dann im Jahre 2002 zusammen mit dem Produzenten der Band The Strokes, bei deren Nordamerika-Tour Spektor im selben Jahr als Vorkünstlerin auftrat. Dabei entstand in Kooperation das Lied Modern Girls & Old Fashion Men, der auf der Single Reptilia der Strokes zu hören ist. Eine Europatournee mit Kings of Leon folgte. Nur die beiden letzten Alben Spektors wurden auch in Europa vertrieben, bis 2005 war Spektors kommerzieller Erfolg auf die USA, insbesondere deren Ostküste beschränkt.
2007 konnte Spektor einen weiteren Erfolg in Europa erzielen – die Single Fidelity stieg in den britischen Singlecharts auf Rang 45 ein. Die TOP 50 der USA verfehlte die Single mit Platz 51 der Billboard-Charts nur knapp. Im selben Jahr trug sie mit dem Lied Real Love, einem Cover von John Lennon, zu dem Album Make Some Noise – The Amnesty International Campaign to Save Darfur bei. 2008 sang sie im Duett mit Ben Folds auf dessen Album Way to Normal den Titel You Don’t Know Me.
2008 beteiligte sich Spektor mit dem Song The Call auf dem Soundtrack des Films Die Chroniken von Narnia: Prinz Kaspian von Narnia. Für die Fernsehserie Orange Is the New Black nahm sie 2013 den Titelsong You’ve Got Time auf, der in der Kategorie Bester Song für einen Grammy nominiert wurde. Auf dem Soundtrack der Komödie (500) Days of Summer ist sie mit zwei Liedern vertreten.
Peter Gabriel coverte auf dem 2010 erschienenen Studioalbum mit dem Namen Scratch My Back das Lied Après Moi von Regina Spektor in einer orchestralen Fassung. Diese coverte daraufhin auf dem im Jahr 2013 erschienenen Kompilations-Album des Folgeprojektes And I’ll Scratch Yours das Lied Blood of Eden von Peter Gabriel.
Im Sommer 2010 – einen Tag vor Spektors Konzert beim Montreux Jazz Festival – ertrank ihr Cellist und Bandleader Daniel Cho im Genfersee.
Spektor hat im März 2014 einen Sohn geboren. Der Vater ihres Kindes ist der Autor, Komiker, Musiker, Schauspieler und Produzent Jack Dishel (ehemals bei der Band The Moldy Peaches). Er wurde auch in der Sowjetunion geboren. Die beiden sind seit 2011 verheiratet, leben in New York und arbeiten gelegentlich zusammen.
Am 30. September 2016 erschien Spektors siebtes Studioalbum Remember Us to Life, vier Jahre nach dem Vorgänger What We Saw from the Cheap Seats.
Im Februar 2022 kündigte Spektor ihr neuestes Album an, das Home, Before and After heißt und am 24. Juni 2022 erschienen ist. Das Album wurde von John Congleton produziert. Es wurde im Dreamland Recording Studio in Ulster County aufgenommen.

## Stil
Spektors Stil wird von der führenden Popmusik-Webzine Popmatters als „typische New Yorker Anomalie“ beschrieben: Sie verbinde absurde Kombinationen von Bildern in Texten mit einer gefühlig-einfühlenden Stimme, die ihr einen Namen in der US-amerikanischen Indie-Szene gemacht habe. Ihre einschmeichelnde Stimme und die Ungewöhnlichkeit ihrer Stücke werden vom Rolling Stone hervorgehoben.

„Ich treffe manche Entscheidungen bewusst, weil ich kein Pop-Star sein will, sondern mich als arbeitende Singer-Songwriterin sehe, die ihre Möglichkeiten ausloten und musikalisch wachsen will.“

## Diskografie (Auswahl)

### Alben
- 2001: 11:11
- 2002: Songs
- 2004: Soviet Kitsch
- 2006: Begin to Hope
- 2009: Far
- 2012: What We Saw from the Cheap Seats
- 2016: Remember Us to Life
- 2022: Home, before and after

### Livealben
- 2010: Live in London (DVD/Bluray + 2CD), (Konzert in London am 4. Dezember 2009)

### Kompilationen
- 2000: Public Domain
- 2006: Mary Ann Meets the Gravediggers and Other Short Stories by Regina Spektor
- 2007: Instant Karma: The Amnesty International Campaign to Save Darfur
- 2008: Die Chroniken von Narnia: Prinz Kaspian von Narnia Soundtrack
- 2009: (500) Days of Summer Soundtrack, Titel „Hero“ und „Us“
- 2016: The Hamilton Mixtape – „Dear Theodosia“ (feat. Ben Folds)

### EPs
- 2005: Live at Bull Moose EP
- 2007: Live in California 2006

### Singles
- 2006: Carbon Monoxide
- 2006: Us (US: Gold)
- 2006: On the Radio
- 2006: Fidelity
- 2007: Hotel Song
- 2007: Samson (US: Gold)
- 2007: Better
- 2008: Raindrops
- 2009: Laughing With
- 2010: No Surprises
- 2010: The Call
- 2012: All the Rowboats
- 2012: Don’t Leave Me (Ne me quitte pas)

### Zusammenarbeiten
- 2004: Modern Girls & Old Fashion Men (B-Side auf der Single „Reptilia“ von The Strokes)
- 2007: Hell No (zusammen mit Sondre Lerche für den Dan – Mitten im Leben! Soundtrack)
- 2008: You Don’t Know Me (zusammen mit Ben Folds auf seinem Album Way to Normal)
- 2009: Left Hand Song (zusammen mit Joshua Bell auf dem Album At Home With Friends)
- 2011: Evil Twin Brother (zusammen mit Thomas Dolby auf dem Album A Map of the Floating City)
- 2010/2013: Scratch My Back / And I’ll Scratch Yours (Projekt von Peter Gabriel und von ihm anerkannten Künstlern)
- 2017: Revival (Interlude) (zusammen mit Marshall Mathers auf dem Album Revival)

## Auszeichnungen für Musikverkäufe
| Goldene Schallplatte - Australien - 2007: für das Album Begin to Hope - 2010: für das Album Far - Neuseeland - 2007: für das Album Begin to Hope - 2015: für die Single Fidelity - Vereinigte Staaten - 2025: für das Lied Two Birds |

Anmerkung: Auszeichnungen in Ländern aus den Charttabellen bzw. Chartboxen sind in ebendiesen zu finden.
| Land/RegionAuszeichnungen für Musikverkäufe (Land/Region, Auszeichnungen, Verkäufe, Quellen) | Silber  | Gold     | Platin     | Verkäufe  | Quellen               |
| -------------------------------------------------------------------------------------------- | ------- | -------- | ---------- | --------- | --------------------- |
| Australien (ARIA)                                                                            | —       | 2× Gold2 | —          | 70.000    | aria.com.au           |
| Neuseeland (RMNZ)                                                                            | —       | 2× Gold2 | —          | 15.000    | radioscope.net.nz NZ2 |
| Vereinigte Staaten (RIAA)                                                                    | —       | 4× Gold4 | 2× Platin2 | 4.000.000 | riaa.com              |
| Vereinigtes Königreich (BPI)                                                                 | Silber1 | Gold1    | —          | 160.000   | bpi.co.uk             |
| Insgesamt                                                                                    | Silber1 | 9× Gold9 | 2× Platin2 |           |                       |

## Auszeichnungen
| Jahr | Preis                  | Kategorie                          | Nominierte Arbeit | Ergebnis  |
| ---- | ---------------------- | ---------------------------------- | ----------------- | --------- |
| 2006 | Shortlist Music Prize  | Shortlist Music Prize              | Begin to Hope     | Nominiert |
| 2012 | MTV Video Music Awards | Best Art Direction                 | All the Rowboats  | Nominiert |
| 2014 | Grammy Award           | Best Song Written for Visual Media | You’ve Got Time   | Nominiert |